# Каламици (дем Ситония)
Вижте пояснителната страница за други значения на Каламици.
Каламици (на гръцки: Καλαμίτσι, катаревуса Καλαμίτσιον, Каламицион) е село в Северна Гърция, разположено в южния край на полуостров Ситония, на около 160 километра от Солун. Селото е част от дем Ситония на област Централна Македония и според преброяването от 2001 година има 7 жители. Каламици е популярно място за почивка през лятото. Пясъчният плаж на селото е екологично чист.